# San Luis Potosí (estado)
San Luis Potosí ou São Luís Potosi é um dos 31 estados do México. Sua área é de  63,068 km², e sua população é de 2.585,518 habitantes. A capital do estado é a cidade de San Luis Potosí.
Está situado na região centro-norte do país, limitando a norte com Nuevo León e Tamaulipas, a leste con Veracruz de Ignacio de la Llave, a sul com Hidalgo, Querétaro e Guanajuato, e a oeste com Zacatecas. Foi fundado em 3 de novembro de 1592. Integra a "Alianza Bajío-Occidente".
San Luis Potosí está dividido em 58 municipios. Além da capital do estado, outros municípios importantes são Matehuala, Tamasopo, Río Verde, Tamuín, Ciudad Valles, Tamazunchale, Cerro de San Pedro, Vanegas, Cerritos, San Vicente Tancuayalab e Charcas.